# 鵰
鵰（Eagle）又稱鹫，是對大型鷹科鳥類的泛稱。包括真鵰屬（Aquila）、鷹鵰屬（Spizaetus）、林鵰屬（Ictinaetus）、海鵰屬（Haliaeetus）、蛇鵰屬（Spilornis）等屬的鳥類。目前亞歐非三洲有68種鵰，北美洲2種，中南美洲9種，澳洲3種。
菲律宾的食猿鵰是目前世界已知的体形最大的鵰類之一，被菲律宾政府封為“国鸟”。

## 描述
《山海經廣注》中有出現過對鵰的描述：「鵰似鷹而大尾長翅。」

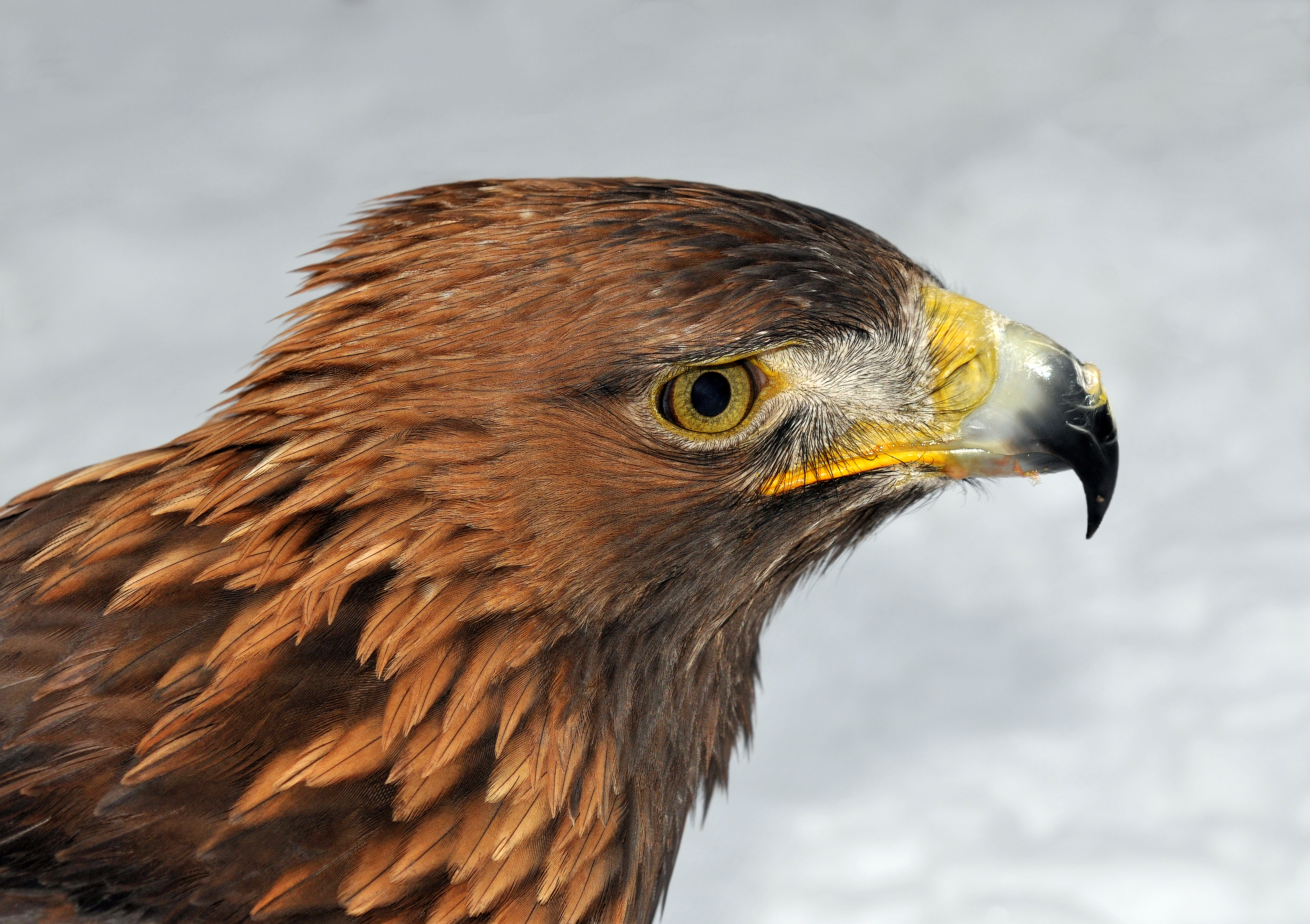
金鵰

以下列出各種鵰的質量、長度與翼展的排名，除非有特別描述，否則都是出自《Raptors of the World》的測量。
| 排名 | 俗名     | 學名                  | 體質量         |
| ---- | -------- | --------------------- | -------------- |
| 1    | 虎頭海鵰 | Haliaeetus pelagicus  | 6.7（15磅）    |
| 2    | 食猿鵰   | Pithecophaga jefferyi | 6.35（14.0磅） |
| 3    | 角鵰     | Harpia harpyja        | 5.95（13.1磅） |
| 4    | 白尾海鵰 | Haliaeetus albicilla  | 4.8（11磅）    |
| 5    | 猛雕     | Polemaetus bellicosus | 4.6（10磅）    |

| 排名 | 俗名     | 學名                    | 總長度                 |
| ---- | -------- | ----------------------- | ---------------------- |
| 1    | 食猿鵰   | Pithecophaga jefferyi   | 100 cm（3英尺3英寸）   |
| 2    | 角鵰     | Harpia harpyja          | 98.5 cm（3英尺3英寸）  |
| 3    | 白尾海鵰 | Aquila audax            | 95.5 cm（3英尺2英寸）  |
| 4    | 虎頭海鵰 | Haliaeetus pelagicus    | 95 cm（3英尺1英寸）    |
| 5    | 非洲冠鵰 | Stephanoaetus coronatus | 87.5 cm（2英尺10英寸） |

| 排名 | 俗名     | 學名                  | 翼展                   |
| ---- | -------- | --------------------- | ---------------------- |
| 1    | 食猿鵰   | Pithecophaga jefferyi | 220 cm（7英尺3英寸）   |
| 2    | 白尾海鵰 | Haliaeetus albicilla  | 218.5 cm（7英尺2英寸） |
| 3    | 虎頭海鵰 | Haliaeetus pelagicus  | 212.5 cm（7英尺0英寸） |
| 4    | 楔尾鵰   | Aquila audax          | 210 cm（6英尺11英寸）  |
| 5    | 金鵰     | Aquila chrysaetos     | 207 cm（6英尺9英寸）   |
| 6    | 猛雕     | Polemaetus bellicosus | 206.5 cm（6英尺9英寸） |

## 文化
英語Eagle的詞源是中古法語Aigle，再源自拉丁語的Aquila。
鵰由于其凶猛，飞行起来非常壮观，所以自古以来就被许多部落和国家作为勇猛、权力、自由和独立的象征。此外，因為雕強有力，自巴比倫時代以來一直被當作戰爭和皇權的象徵。
- 中國早在春秋時代已提及將鵰作為旗幟，例如在《列子》〈黃帝〉中提及：「黃帝與炎帝戰於阪泉之野，帥熊、羆、狼、豹、貙、虎為前驅，鵰、鶡、鷹、鳶為旗幟，此以力使禽獸者也。」[8]
- 中国古代龙的形象也是采用了鵰的脚爪。
- 古代希腊传说中守护宝藏的怪物“格里芬”也是鷲头狮身的形象。
- 古代埃及托勒密王朝的国玺；罗马帝国军队的标志都采用鵰的形象，並演變出了雙頭鵰等形象。[9]
- 希伯來人的宗教與基督教用鵰代表靈魂飛天與救主降臨。[9]
- 部份美洲印第安人將鵰作為祖先不朽的象徵。[9]
- 美国国徽是白头海鵰，美洲特产的海鵰，美国的国鸟。当年富兰克林曾建议以惟有美洲特有的，且对美国人生活有相当大影响的吐绶鸡（火鸡）作为国鸟，但绝大部分開國元勛嫌火鸡难看，最终选择了白头海鵰。
- 美國第101空降師成立於1942年8月15日，第101空降師的標誌臂章中也有代表美国国徽的白头海鵰
- 墨西哥的国旗和国徽中有一只落在仙人掌上的食蛇鵰，是从古代阿兹特克印第安人的传说演变的，据说当年阿兹特克人迁徙，根据神示要在有一只鵰抓住蛇落在仙人掌上的地方落脚，他们最终发现的这个地方就是墨西哥城。
- 阿尔巴尼亚的国旗与国徽和俄罗斯、原南斯拉夫的国徽都是一只双头鵰图案，是从东罗马帝国流传下来的。当年君士坦丁大帝修建君士坦丁堡时，就为了要同时照顾到罗马帝国的欧洲和亚洲东西两部分，使其扼守要冲，因此选用双头鵰标志。阿尔巴尼亚由于其国旗被称为“山鵰之国”。
- 摩尔多瓦的国旗和国徽也有鵰的图案。埃及的国旗和国徽是萨拉丁之鵰的形象。
- 此外在国徽中应用了鵰的图案的国家还有：罗马尼亚、伊拉克、叙利亚、也门、德国、奥地利、波兰、阿拉伯联合酋长国、捷克、利比亚、厄瓜多、哥伦比亚、巴拿马、俄罗斯、南非等国家。

美國國徽

## 傳說
民间传说鵰是世界上寿命最长的鸟类，它一生的年龄可达70岁。要活那么长的寿命，它在40岁时必须做出困难却重要的决定。当鵰活到40岁时，它的爪子开始老化，无法有效地抓住猎物。它的喙变得又长又弯，几乎碰到胸膛，严重的阻碍它的进食。它的翅膀变得十分沉重，因为它的羽毛长得又浓又厚，使得飞翔十分吃力。它只有两种选择：等死，或经过一个十分痛苦的更新过程。它必须努力飞到一处陡峭的悬崖，任何鸟兽都上不去的地方，在那里要待上150天左右。首先它要把弯如镰刀的喙向岩石摔去，直到老化的嘴巴连皮带肉从头上掉下来，静静地等候新的喙长出来。它將以新喙当钳子，一个一个把趾甲从脚趾上拔下来。等新的趾甲长出来后，它把旧的羽毛都薅下来，5个月后新的羽毛长出来了，鵰开始飞翔，得以再过30年的岁月。它冒着疼死、饿死的危险，自己改造自己，重塑自己，与自己的过去诀别，这一过程就是一个死而复生的过程。不过后来多方消息证实，这是一个流言，因为上述信息很多地方违反生物学常识。

## 延伸阅读
[在维基数据编辑]
 《欽定古今圖書集成·博物彙編·禽蟲典·鵰部》，出自陈梦雷《古今圖書集成》